# فرضية الحياة خارج الأرض

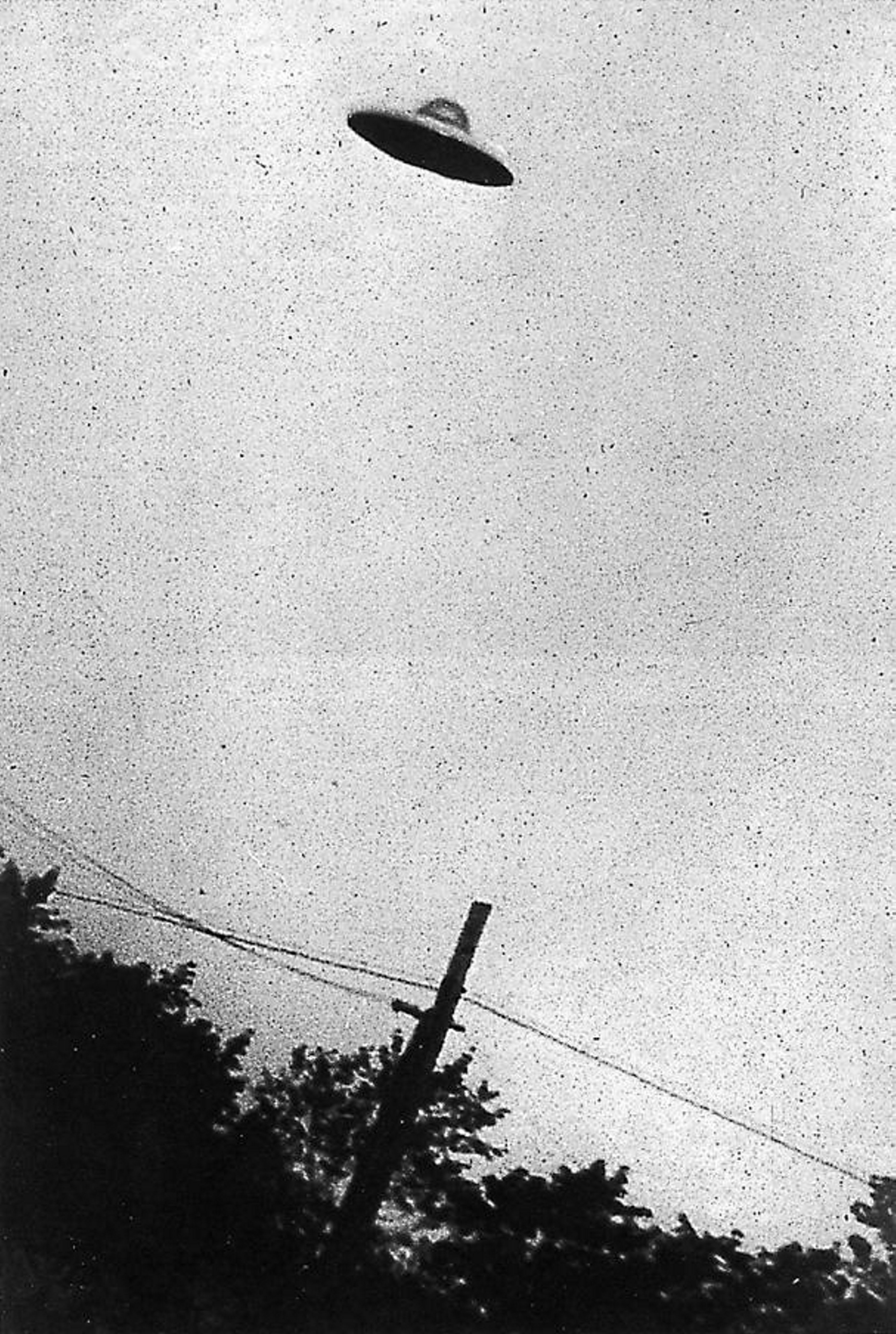

تقترح فرضية الحياة خارج الأرض أن بعض الأجسام الطائرة المجهولة (يوفو) يمكن تفسير وجودها على أنها مركبات فضائية مادية تشغلها كائنات من خارج كوكب الأرض أو كائنات غير بشرية، أو مجسات فضائية غير مشغولة من كواكب أخرى تزور الأرض.

## أصل الكلمة
أصول مصطلح فرضية الحياة خارج الأرض غير معروفة، لكن يبدو أن استخدامه في المطبوعات حول الأجسام الطائرة المجهولة بدأ في النصف الأخير من ستينيات القرن العشرين. استخدمه عالم الفلك الفرنسي جاك فاليه في كتابه تشالنج تو ساينس: ذا 1966 يوفو إنيغما. استُخدم أيضًا في منشور من قبل المهندس الفرنسي أيميه ميشيل في عام 1967، ومن قبل جيمس إي ماكدونالد في ورقة بحث في مارس عام 1968 ومرة أخرى من قبل ماكدونالد وجيمس هاردر أثناء الإدلاء بشهادته أمام لجنة الكونغرس الخاصة بالعلوم والملاحة الفضائية، في يوليو عام 1968. استخدمه المشكك فيليب جاي كلاس في كتابه لعام 1968 يوفوز--آيدينتيفايد. في عام 1969، عرّف الفيزيائي إدوارد كوندون «فرضية الحياة خارج الأرض» على أنها «فكرة أن بعض الأجسام الطائرة المجهولة قد تكون مركبات فضائية مرسلة إلى الأرض من حضارة أو فضاء آخر غير الأرض، أو من كوكب مرتبط بنجم أبعد»، وعرض نتائج تقرير كوندون المثير للجدل. يعزو بعض المؤرخين الفلكيين الفضل لكوندون في ترويج المصطلح واختصاره «إي تي إتش».

## التسلسل الزمني
رغم أن فرضية الحياة خارج الأرض مفهوم جديد نسبيًا، ومرتبط بمشاهدة صحن طائر في الأربعينيات والستينيات من القرن العشرين، يمكن إرجاع أصولها إلى عدد من الأحداث السابقة، مثل قنوات المريخ التي فقدت مصداقيتها الآن وحضارة المريخ القديمة التي روج لها الفلكي بيرسيفال لويل، والثقافة الشعبية بما في ذلك كتابات هربرت جورج ويلز والرواد في الخيال العلمي مثل إدغار رايس بوروس، الذين كتبوا بالمثل عن الحضارات المريخية، بالإضافة إلى أعمال شخصيات مثل الفيلسوف السويدي والصوفي والعالم إمانول سفيدنبوري، الذي روج لمجموعة متنوعة من الآراء غير التقليدية التي ربطت عوالم أخرى بالحياة الآخرة.
في بداية القرن العشرين، جمع تشارلز فورت معلومات عن الظواهر الفيزيائية الغريبة من الصحف والمجلات العلمية، بما في ذلك العديد من التقارير عن الأجسام الجوية غير العادية. نُشرت عام 1919 في كتاب ذا بوك أوف ذا دامد. في هذا الكتاب وكتابين لاحقين، نيو لاندز (1923) ولو (1931)، افترض فورت أن الزوار من عوالم أخرى كانوا يراقبون الأرض. غالبًا ما استُشهد بتقارير فورت عن الظواهر الجوية في الصحف الأمريكية عندما جذبت ظاهرة اليوفو لأول مرة اهتمامًا إعلاميًا واسع النطاق في يونيو ويوليو من عام 1947.
ظهرت فرضية الحياة خارج الأرض الحديثة -على وجه التحديد، الربط الضمني للطائرات والأضواء المجهولة في السماء بالحياة الغريبة- في أواخر أربعينيات القرن العشرين واتخذت شكلها الحالي خلال الخمسينيات. استندت إلى العلوم الزائفة، بالإضافة إلى الثقافة الشعبية. على عكس التكهنات السابقة بالحياة خارج كوكب الأرض، تعزز الاهتمام بفرضية الحياة خارج الأرض أيضًا من خلال العديد من المشاهد غير المبررة التي حققت فيها حكومة الولايات المتحدة وحكومات دول أخرى، بالإضافة إلى مجموعات مدنية خاصة، مثل لجنة التحقيقات الوطنية حول الظواهر الجوية ومنظمة أبحاث الظواهر الجوية.

### التقارير التاريخية لزيارات من خارج الأرض
يمكن العثور على مثال مبكر للتكهنات حول الزوار من خارج الأرض في صحيفة لو باي الفرنسية، التي نشرت في 17 يونيو عام 1864 قصة عن جيولوجيين أمريكيين زعما أنهما اكتشفا مخلوقًا شبيهًا بالكائنات الفضائية، وهو أصلع محنط يبلغ طوله ثلاثة أقدام له مواصفات البشر وله زائدة تشبه الجذع على جبهته، داخل بنية مجوفة على شكل بيضة.
عمم هربرت جورج ويلز في كتابه الخيالي العلمي عام 1898 وور أوف ذا وورلدز (حرب العوالم)، فكرة زيارة وغزو كائنات من المريخ. حتى قبل ويلز، كانت هناك زيادة مفاجئة في التقارير حول «سفن هوائية غامضة» في الولايات المتحدة. على سبيل المثال، تكهنت صحيفة ذا واشنطن تايمز في عام 1897 أن السفن كانت «مجموعة استطلاعات من المريخ» وكتبت صحيفة سانت لويس بوست-ديسباتش، «قد يكون هؤلاء زوار من المريخ خائفين في النهاية من غزو الكوكب الذي يبحثون عنه». في وقت لاحق، ظهرت موجة سفن هوائية غامضة من عام 1909 حتى عام 1912. إحدى الأمثلة التي تدعم وجود حياة خارج الأرض في ذلك الوقت كانت رسالة عام 1909 إلى صحيفة نيوزيلندية تشير إلى «سفن فضائية تعمل بالطاقة الذرية من المريخ».
من عشرينيات القرن العشرين، كانت فكرة الزيارة الغريبة في سفن الفضاء شائعة في القصص الفكاهية المصورة والأفلام المسلسلة مثل باك روجرز وفلاش غوردون. على وجه الخصوص، في سلسلة فلاش غوردون، تعرضت الأرض لهجوم من الفضاء بواسطة النيازك الغريبة والأشعة والأسلحة البيولوجية. في عام 1938، ظهرت نسخة إذاعية من حرب العوالم لأورسن ويلز، ونشرت الذعر العام في الولايات المتحدة.

### موجة الصحن الطائر في الولايات المتحدة عام 1947
في 24 يونيو عام 1947، نحو الساعة 3:00 مساءً بالتوقيت المحلي، أفاد الطيار كينيث أرنولد أنه رأى تسع سفن هوائية مجهولة على شكل قرص تحلق بالقرب من جبل رينييه. عندما لم تظهر أي سفينة هوائية قد تفسر ما رآه، اعتقد أرنولد أن هذه الأجسام قد تكون من خارج الأرض. في 7 يوليو عام 1947، ظهرت قصتان أثار أرنولد فيهما احتمالية وجود أصول من خارج الأرض، وتطابقت آراؤه مع آراء من كتبوا إليه. في قصة وكالة أسوشيتد برس للأنباء، قال أرنولد أنه تلقى بريدًا من المعجبين للمساعدة في حل اللغز. اقترح البعض منهم أن «الأقراص كانت زيارات من كوكب آخر.»
عندما ضربت موجة الصحون الطائرة عام 1947 الولايات المتحدة، كان هناك الكثير من التكهنات في الصحف حول ما قد يكون عليه في القصص الإخبارية والأعمدة الصحفية والافتتاحيات والرسائل إلى المحرر. على سبيل المثال، في 10 يوليو، علق السيناتور الأمريكي غلين تايلور من ولاية أيداهو، «أكاد أتمنى أن تكون الصحون الطائرة سفنًا فضائية من كوكب آخر»، لأن إمكانية العدوان «ستوحد شعب الأرض أكثر من أي شيء آخر». في 8 يوليو، نقلت صحيفة أب عن ديويت ميلر قوله إن الصحون الطائرة شوهدت منذ أوائل القرن التاسع عشر. إذا لم تكن الصحون الحالية أسلحة عسكرية سرية، اقترح أنها يمكن أن تكون مركبات من كوكب المريخ أو الكواكب الأخرى أو ربما «أشياء خارج الأبعاد الأخرى للزمان والمكان». عرضت مقالات أخرى عمل تشارلز فورت، الذي وثق في بداية القرن العشرين العديد من التقارير حول الأجسام الطائرة المجهولة التي كُتبت في الصحف والمجلات العلمية.